# Chiococca nitida
Chiococca nitida är en måreväxtart som beskrevs av George Bentham. Chiococca nitida ingår i släktet Chiococca och familjen måreväxter.

## Underarter
Arten delas in i följande underarter:
- C. n. cordata
- C. n. amazonica
- C. n. chimantensis
- C. n. nitida